# Kantele

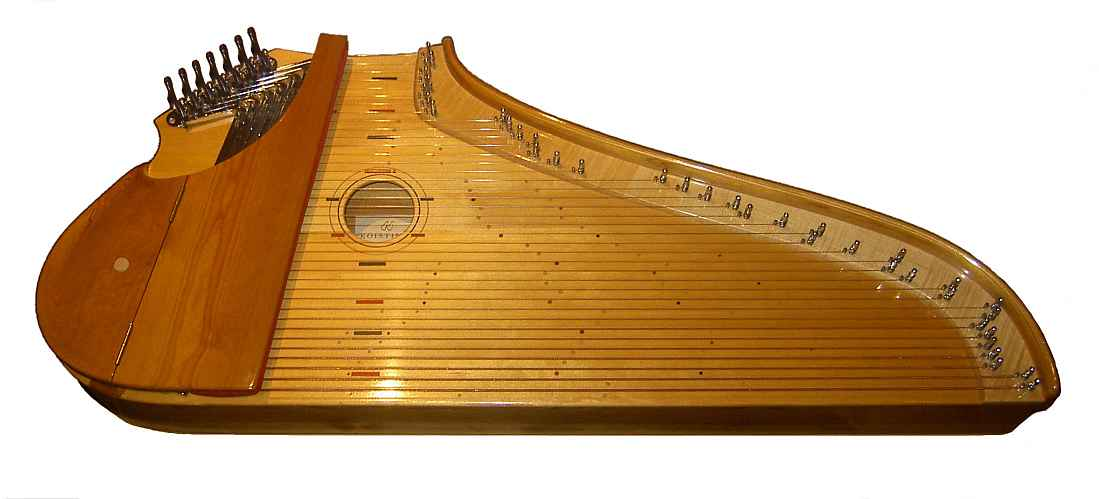
Třicetišestistrunné kantele

Kantele je tradiční finský drnkací strunný nástroj. Konvenční kantele má obvykle pět strun (diatonicky laděných) a dřevěné tělo. Moderní koncertní kantele může mít až 36 strun a přepínací mechanismus, díky kterému lze hrát půltóny. Podobně jako při hře na citeru lze při hraní nástroj opřít o stehna nebo položit na malý stolek. Vybrnkávat lze buď prsty nebo trsátkem.

## Pověst
Podle pověsti vytvořil první kantele starý moudrý čaropěvec Väinämöinen z kostí obrovské štiky. Nikdo, kromě samotného Väinämöina na něj prý neuměl zahrát. Když se do hraní dal Väinämöinen, všichni se seběhli, aby poslouchali. Podle Kalevaly jím Väinämöinen uspal Pohjolany, aby jim ukradl zázračný mlýnek sampo, který mlel z jedné strany mouku, z druhé sůl a ze třetí zlato. Toto kantele prý spadlo do moře, když Louhi, paní nad Pohjolou, poslala bouři na Väinämöinena, aby získala sampo zpět.